# Phrynopus peraccai
Phrynopus peraccai és una espècie de granota de l'Equador amenaçada d'extinció per la pèrdua de l'hàbitat.